# Bogey (bande dessinée)
Pour les articles homonymes, voir Bogey (homonymie).
Bogey est une série de bandes dessinées de genre policière dans un monde futuriste où le protagoniste est un détective privé qui s'appelle Bogey Nicolson, scenarisée par Antonio Segura et dessinée par Leopoldo Sánchez, publiée en Espagne d'abord par Sánchez et après dans les magazines Cimoc et K. O. Comics entre 1981 et 1991.